# Copulabyssia similaris
Copulabyssia similaris is een slakkensoort uit de familie van de Pseudococculinidae. De wetenschappelijke naam van de soort is voor het eerst geldig gepubliceerd in 1997 door Hasegawa.